# Општина Флорешти (Прахова)
Флорешти (рум. Floreşti) општина је у Румунији у округу Прахова.
Oпштина се налази на надморској висини од 301 m.